# Râul Orne
Orne este un râu în vestul Franței. Izvorăște din departamentul Orne lânga localitatea Aunou-sur-Orne, in Pădurea Écouves. Are o lungime de 170 km, un debit mediu de 27 m³/s și un bazin colector de 2.932 km². Se varsă în Canalul Mânecii în dreptul localității Ouisterham, Calvados. Între Caen și Ouisterham, pe o lungime de cca. 15 km, cursul râului este dublat de un canal maritim construit în perioada celui de-al doilea Imperiu. De-a lungul acestui canal se află o serie de bazine ale portului Caen-Ouisterham.